# Cyclobenzaprine
La cyclobenzaprine, vendue entre autres sous le nom de marque Flexeril.

## Usage médical
Est un médicament utilisé pour les spasmes musculaires dus à des affections musculo-squelettiques d'apparition soudaine. Il n'est pas utile dans la paralysie cérébrale. Il est pris par voie orale. Son utilisation n'est pas recommandée pendant plus de quelques semaines.

## Effets secondaires
Les effets secondaires courants comprennent les maux de tête, la sensation de fatigue, les étourdissements et la sécheresse de la bouche. Les effets secondaires graves peuvent inclure un rythme cardiaque irrégulier. Il n'y a aucune preuve de préjudice pendant la grossesse, mais cela n'a pas été bien étudié dans cette population. Il ne doit pas être utilisé avec un inhibiteur de MAO. Le mode d'action de ce médicament n'est pas clair.

## Histoire
L'utilisation médicale de la cyclobenzaprine a été approuvée aux États-Unis en 1977 , elle est disponible en tant que médicament générique. Aux États-Unis, le prix de gros par dose est inférieur à 0,05 USD en 2018. En 2017, c'était le 43e médicament le plus couramment prescrit aux États-Unis, avec plus de 17 millions d'ordonnances,. Il n'était pas disponible au Royaume-Uni en 2012.